# Reticolo ortorombico a base centrata

Rappresentazione della cella OBC

Il reticolo ortorombico a base centrata (o reticolo OBC) è uno dei 14 reticoli di Bravais, appartenente al sistema ortorombico.